# 平幡村
平幡村（ひらはたむら）は、愛知県宝飯郡にかつてあった村。
現在の豊川市の一部（財賀町・平尾町・八幡町など）に該当する。
村名は、前身となった村の名から一文字ずつとった、合成地名である。

## 歴史
- 1889年（明治22年）10月1日 - 八幡村、平尾村、財賀村が合併し、平幡村が発足。
- 1906年（明治39年）6月25日 - 穂原村と合併し、八幡村が発足。同日平幡村は廃止。

## 神社・仏閣
- 財賀寺
- 三河国分寺